# Protalcis concinnata
Protalcis concinnata är en fjärilsart som beskrevs av Alfred Ernest Wileman 1911. Protalcis concinnata ingår i släktet Protalcis och familjen mätare. Inga underarter finns listade i Catalogue of Life.